# آلیسا اسلپیان
آلیسا اریکی اسلپیان (ارمنی: Ալիսա Էրիկի Սլեպյան؛  ۴ مهٔ ۱۹۸۳) یک بازیگر اهل ارمنستان بود. وی از سال میلادی تاکنون مشغول فعالیت بوده‌است.

## زندگی‌نامه
وی در ۴ مه ۱۹۸۳ در سن پترزبورگ به دنیا آمد و از آکادمی دولتی هنر نمایشی سن پترزبورگ (۲۰۰۴) فارغ‌التحصیل شد. 

## یادداشت
1. ↑  Russian State Institute of Performing Arts